# Deerfield (hrabstwo Dane)
Deerfield – miasto w Stanach Zjednoczonych, w stanie Wisconsin, w hrabstwie Dane.